# Ariadna uncinata
Espèce
Ariadna uncinata est une espèce d'araignées aranéomorphes de la famille des Segestriidae.

## Distribution
Cette espèce est endémique du Yunnan en Chine,. Elle se rencontre dans le xian de Lanping vers 1 898 m d'altitude.

## Description
Le mâle holotype mesure 8,30 mm et la femelle paratype 12,40 mm.

## Publication originale
- Tang, Li & Yang, 2019 : A new species of tube-dwelling spider genus Ariadna from Southwest of China (Araneae: Segestriidae). Acta Zootaxonomica Sinica, vol. 28, no 2, p. 113-115.